# جوليا لي (كاتبة)
جوليا لي (بالإنجليزية: Julia Leigh)‏‏ (1970 في سيدني - ) مخرجة أفلام، وروائية، وكاتبة سيناريو، ومحامية من أستراليا.

## روابط خارجية
- جوليا لي على موقع IMDb (الإنجليزية)
- جوليا لي على موقع قاعدة بيانات الأفلام العربية
- جوليا لي على موقع ألو سيني (الفرنسية)
- جوليا لي على موقع أول موفي (الإنجليزية)
- جوليا لي على موقع قاعدة بيانات الأفلام السويدية (السويدية)
- جوليا لي على موقع قاعدة بيانات الفيلم (الإنجليزية)
- جوليا لي على موقع كينوبويسك (الروسية)